# 1509 en philosophie
Chronologie de la philosophie
- 1505
- 1506
- 1507
- 1508
- 1509
- 1510
- 1511
- 1512
- 1513

L’année 1509 a été marquée, en philosophie, par les événements suivants :

## Naissances
- 1er janvier à Tarancón, province de Cuenca : Melchor Cano ou Melchior Cano (mort le 30 septembre 1560 à Madridejos, province de Tolède) était un religieux dominicain, théologien, philosophe et évêque espagnol du XVIe siècle, qui se rattache au courant de pensée de l'École de Salamanque.

- 7 novembre à Cosenza : Bernardino Telesio (mort le 2 octobre 1588 (à 78 ans) dans la même ville) est un philosophe italien de la Renaissance.